# フランキー・ジェナロ
フランキー・ジェナロ（Frank "Frankie" Genaro、1901年8月26日 - 1966年12月27日）は、アメリカ合衆国の男性プロボクサー。アントワープオリンピックボクシングフライ級金メダリスト。元NBA・IBU認定世界フライ級王者。生涯で130戦以上をこなした。

## アマチュア戦歴
ジェナロは、1920年のアントワープオリンピックのボクシングフライ級にアメリカ代表として出場し、金メダルを獲得した。

### 結果
- 1回戦 Einar Nilsen （ノルウェー）
- 2回戦 Jean Rampignon （フランス）
- 準決勝 Charles Albert （フランス）
- 決勝 Anders Pedersen （デンマーク）

## プロ戦歴
- ジェナロはプロに転向すると、その年のうちにCharlie Phil RosenbergやPancho Villaらに勝って世界ランク入りした。1923年にはVillaや後のバンタム級王者Bud Taylorらを倒して、アメリカのフライ級王者になった。
- 1925年にフィデル・ラバルバに敗れてアメリカ王座を失い、Newsboy Brownの挑戦権を逃した。1928年にはアルバート・ベレンジャーを破り、NBA世界フライ級王者となった。最初の防衛戦でエミール・プラドネルに敗れ王座陥落、1か月後の再戦で雪辱を果たしNBA王座を奪回した。その後、アーニー・ジャービス、Yvon Trevidic、アルバート・ベレンジャーらを相手に世界戦を重ね、欧州の国際ボクシング連合(IBU)からも世界王者と認定された。1930年12月26日にはニューヨーク州体育協会認定の世界王者Midget Wolgastと統一戦を行い、引き分けた。ジェナロはその後もVictor Ferrand、Jackie Harmon、Valentin Angelmannらを破って防衛し続けた。1931年にビクトル・ヤング・ペレスに敗れて王座を失った。

- 王座を失った後も、1933年に後のフェザー級王者、ジョーイ・アーチボルトを倒すなど活躍したが、1934年に引退した。ジェナロはキャリアの中で、10人の世界チャンピオン、3人の国際ボクシング名誉の殿堂博物館入り選手と戦った。

- ニューヨーク州スタテンアイランドで死去した。